# Brownleea
Brownleea es un género de orquídeas de hábito terrestre. Tiene ocho especies.
Este es el único género clasificado en la subtribu Brownleeinae y consta de ocho especies terrestres, en ocasiones epífitas, existen principalmente en las zonas sujetas a lluvias fuertes en el verano en África del Sur y Madagascar, hay cinco especies que viven en los pastizales y dos en los bosques.

## Descripción
El tallo está cubierto con vainas de color marrón con una o varias hojas. La inflorescencia es terminal con flores pequeñas de color blanco o rosado, con los labios pequeños y dos polinias. Florecen en verano y se supone que son polinizadas por insectos de la familia Nemestrinidae.

## Taxonomía
El género fue descrito por Harv. ex Lindl.  y publicado en London Journal of Botany 1: 16. 1842.
Etimología
El género Brownlee fue descrito en 1842 por William Henry Harvey, que eligió este nombre en honor del reverendo John Brownlee , que le enviaba las plantas.

## Especies deBrownleea
- Brownleea caerulea Harv. ex. Lindl. (1842)
- Brownleea galpinii Bolus (1894)
- Brownleea graminicola McMurtry (2008)
- Brownleea macroceras (Sond.) Rchb.f. (1846)
- Brownleea maculata P.J.Cribb (1977)
- Brownleea mulanjiensis H.P.Linder (1991)
- Brownleea parviflora Harv. ex Lindl. (1842) - especie tipo
- Brownleea recurvata Sond. (1846)